# Webster City
Webster City è una città degli Stati Uniti d'America, situata nello Stato dell'Iowa e in particolare nella Contea di Hamilton di cui è il capoluogo. Nel 1904 dette i natali allo scrittore MacKinlay Kantor vincitore del premio Pulitzer nel 1956.